# Michael McGlinchey
Michael Ryan McGlinchey (Wellington, 7 gennaio 1987) è un calciatore neozelandese, centrocampista del Clyde e della Nazionale neozelandese.

## Nazionale
Nelle giovanili ha giocato nelle Nazionali scozzesi, ma nel momento di passare alla Nazionale maggiore ha scelto quella della Nuova Zelanda, suo paese di nascita.

## Palmarès

### Club

#### Competizioni nazionali
- Campionato scozzese: 2

Celtic: 2005-2006, 2006-2007
- Coppa di Scozia: 1

Celtic: 2005-2006
- Coppa di Lega scozzese: 2

Celtic: 2005-2006, 2008-2009
- Campionato australiano: 1

Central Coast Mariners: 2012-2013

### Nazionale
- Coppa d'Oceania: 1

2016